# St. Bonifatius (Bernburg)

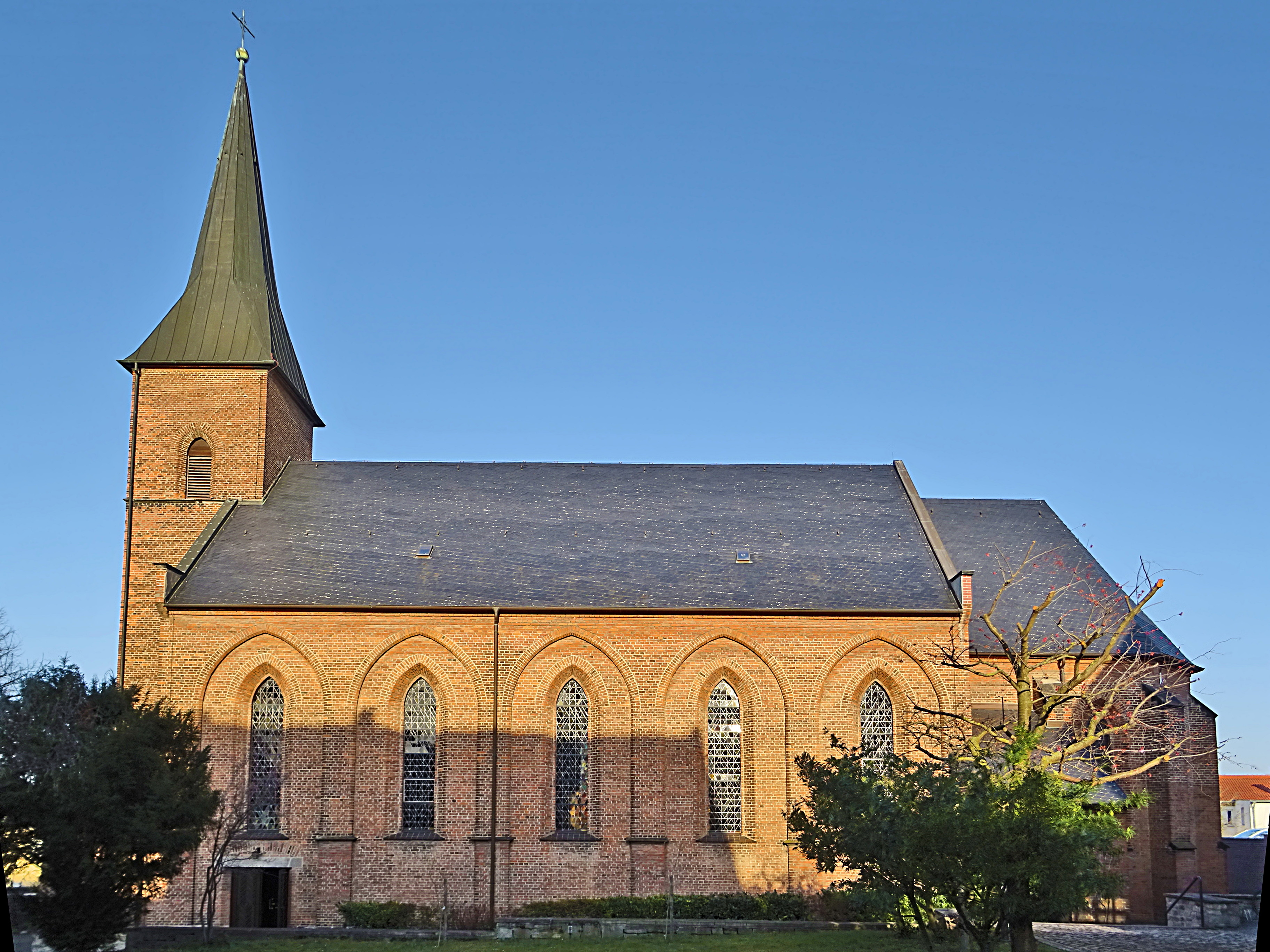
Bonifatiuskirche

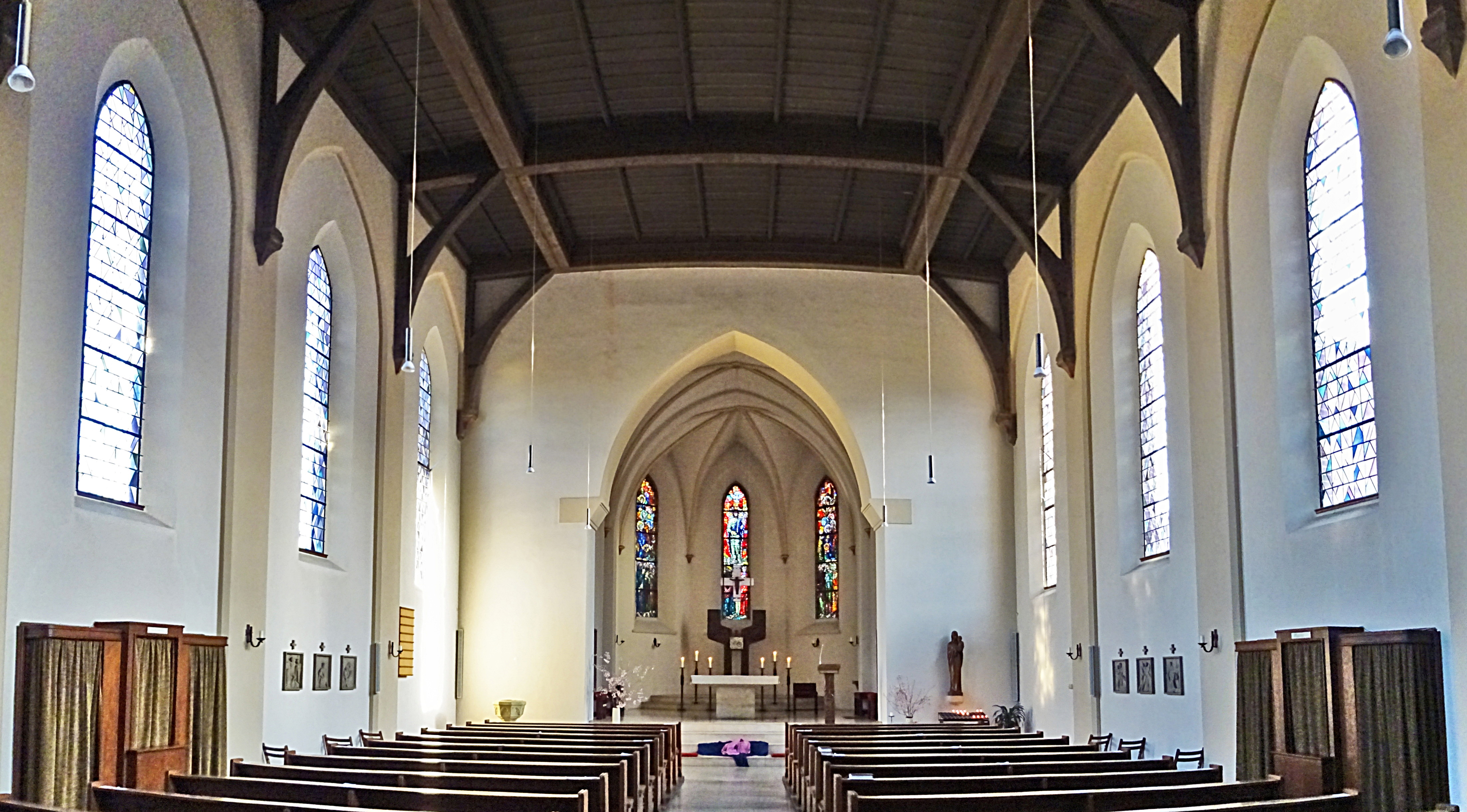
Innenraum

Die Pfarrkirche St. Bonifatius ist eine katholische Kirche in Bernburg in Sachsen-Anhalt. Sie stammt aus dem 19. Jahrhundert und befindet sich in der Bergstadt, Theaterstraße 5, unweit des Schlosskomplexes und oberhalb des rechten Ufers der Saale.

## Geschichte
Mit der Einführung der Reformation in den anhaltischen Fürstentümern endete das katholische Leben in Bernburg. Als Folge der Industrialisierung, insbesondere der Gründung von Zuckerfabriken, kamen um die Mitte des 19. Jahrhunderts zahlreiche Zuwanderer in die Region, darunter viele katholische Eichsfelder.
Ab 1848 hielten Geistliche der St.-Maria-Himmelfahrt-Kirche in Köthen gelegentlich Gottesdienste in Bernburg. 1859 unterzeichnete Nuntius Flavio Chigi als Administrator des Apostolischen Vikariats Anhalt die Gründungsurkunde der neuen Pfarrei, die das Patrozinium des heiligen Bonifatius erhielt. Der Baubeginn für die Kirche war 1864. Am 2. September 1867 wurde die Bonifatiuskirche durch Bischof Konrad Martin von Paderborn geweiht.
Am 16. Februar 1946 wurde in Baalberge eine Tochtergemeinde gegründet, und der Bernburger Vikar Heinrich Herzmann zog nach Baalberge um. Seine Gottesdienste hielt er in der evangelischen Kirche zu Baalberge ab. Bereits im Juni 1946 kehrte Herzmann von einem Westurlaub nicht wieder zurück und wechselte in das Bistum Aachen. Da die Zahl der Katholiken in Baalberge inzwischen wieder abgesunken war, wurde die Seelsorgestelle in Baalberge nicht wieder besetzt, und Geistliche aus Bernburg betreuen seitdem die Katholiken in Baalberge.
Am 1. Juli 1953 wurde das Dekanat Bernburg errichtet, dem die Pfarreien Alsleben (mit den Kuratien Könnern und Löbejün), Aschersleben, Bernburg (mit der Filialkirchengemeinde Nienburg), Calbe (mit den Kuratien Barby und Groß Rosenburg) und Güsten (mit den Filialkirchengemeinden Hecklingen, Ilberstedt und Sandersleben) zugeordnet wurden.
Aufgrund der geringer werdenden Katholikenzahl wurde am 1. September 1996 seitens des Bistums Magdeburg das Dekanat Bernburg wieder aufgelöst und dem Dekanat Egeln angeschlossen, zu dem Bernburg bis zum 31. August 2023 gehörte; jetzt ist es Teil der Pastoralregion Salzland. Zum 1. April 2006 wurde der Gemeindeverbund Bernburg – Ilberstedt – Nienburg errichtet, der neben der Pfarrei St. Bonifatius in Bernburg auch die Pfarrvikarien St. Johannes Baptist in Bernburg, St. Norbert in Ilberstedt und St. Nikolaus in Nienburg (Saale) umfasste. Damals gehörten zur Pfarrei St. Bonifatius einschließlich der Pfarrvikarie St. Johannes Baptist rund 1700 Katholiken. Die Gottesdienste der Pfarrvikarie St. Johannes Baptist fanden in der St.-Nikolai-Kirche statt, welche die katholische Kirchengemeinde von der evangelischen Kirche gepachtet hat. Die Pfarrvikarie St. Nikolaus in Nienburg hielt ihre Gottesdienste in der evangelischen Klosterkirche St. Marien und St. Cyprian ab. Am 2. Mai 2010 wurde aus dem Gemeindeverbund die heutige Pfarrei St. Bonifatius Bernburg, die bisherigen Gottesdienstorte blieben bestehen.
Das Innere der denkmalgeschützten Kirche erfuhr in den folgenden Jahren mehrfache Veränderungen. Die heutige schlichte Gestaltung des Inneren entstand nach dem Zweiten Vatikanischen Konzil. Neben der Kirche befindet sich das Pfarrzentrum der Gemeinde.

## Orgel

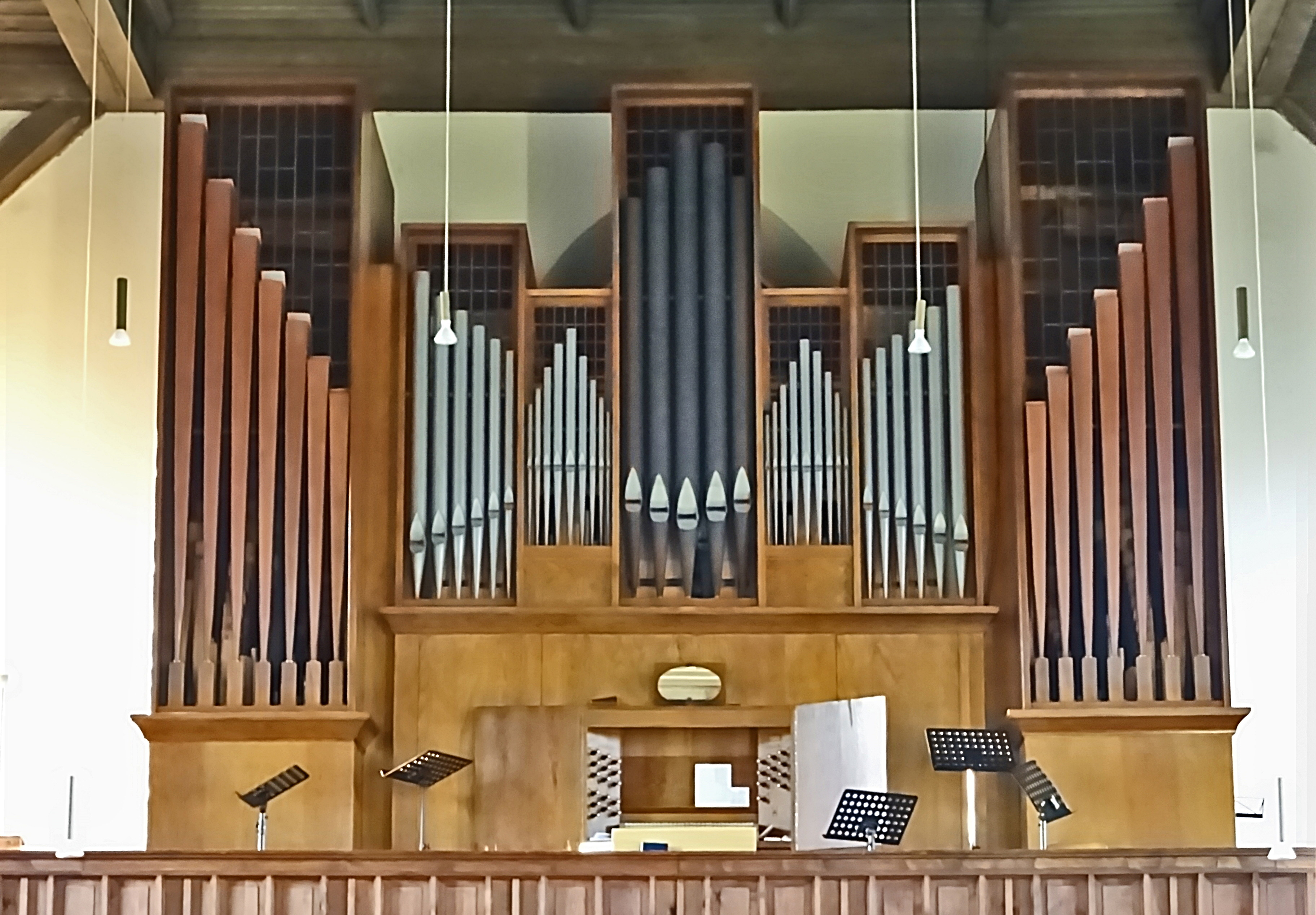
Jehmlich-Orgel

Die Orgel der St.-Bonifatius-Kirche wurde von den Gebrüdern Jehmlich (Dresden) im Jahr 1960 erbaut. Sie verfügt über zwei Manuale und Pedal. Die Traktur ist mechanisch. Die Disposition lautet:
| I Hauptwerk C–f3 |            |       |
| 1.               | Pommer     | 16′   |
| 2.               | Prinzipal  | 8′    |
| 3.               | Rohrflöte  | 8′    |
| 4.               | Oktave     | 4′    |
| 5.               | Quintatön  | 4′    |
| 6.               | Rohrquinte | 2 ⁄3′ |
| 7.               | Flachflöte | 2′    |
| 8.               | Mixtur V   |       |
| 9.               | Trompete   | 8′    |

| II Oberwerk C–f3 |                 |    |
| 10.              | Gedackt         | 8′ |
| 11.              | Spitzgambe      | 8′ |
| 12.              | Prinzipal       | 4′ |
| 13.              | Rohrflöte       | 4′ |
| 14.              | Sesquialtera II |    |
| 15.              | Oktävlein       | 2′ |
| 16.              | Jauchz-Pfeife   | 1′ |
| 17.              | Zimbel IV       |    |
| 18.              | Krummhorn       | 8′ |
|                  | Tremulant       |    |

| Pedal C– |                  |     |
| 19.      | Subbass          | 16′ |
| 20.      | Prinzipal        | 8′  |
| 21.      | Gedackt          | 8′  |
| 22.      | Choralbass       | 4′  |
| 23.      | Bassaliquote III |     |
| 24.      | Mixturbass V     |     |
| 25.      | Posaune          | 16′ |

Koppeln: I/II, I/P, II/P